# 鳥取県道168号浦安停車場線
鳥取県道168号浦安停車場線（とっとりけんどう168ごう うらやすていしゃじょうせん）は、鳥取県東伯郡琴浦町を通る一般県道である。

## 概要
東伯郡琴浦町大字徳万から東伯郡琴浦町大字丸尾に至る。

### 路線データ
- 起点：鳥取県東伯郡琴浦町大字徳万（JR西日本山陰本線 浦安駅前）
- 終点：鳥取県東伯郡琴浦町大字丸尾（丸尾交差点、国道9号交点）
- 総延長：0.7 km

## 地理

### 通過する自治体
- 鳥取県
  - 東伯郡琴浦町

### 交差する道路
| 交差する道路 | 交差する場所 | 交差する場所      |
| ------------ | ------------ | ----------------- |
| 国道9号      | 大字丸尾     | 丸尾交差点 / 終点 |

### 沿線
- JR西日本山陰本線 浦安駅